# Persona 4: Dancing All Night
A Persona 4: Dancing All Night (ペルソナ４ ダンシングオールナイト; Hepburn: Perusona 4: Danshingu Ōru Naito) egy fejlesztés alatt álló ritmusjáték, melyet az Atlus fejleszt és jelentet meg. A Dancing All Night a Persona sorozat spin-offja, ami pedig a Megami tenszei sorozat tagja, és a Persona 4 szereplőgárdáját vonultatja fel.

## Történet
A játék története fél évvel a Persona 4 eseményei után játszódik. Az eltelt idő alatt Kudzsikava Risze visszatért a szórakoztatóipar világába. Új pletykák terjengenek, miszerint „ha éjfélkor egy különös videót látsz egy bizonyos weboldalon, akkor átkerülsz a »másik oldalra« és soha többé nem ébredsz fel”. A „Kanamin Kitchen” J-pop idolegyüttes tagjai, aminek Masita Kanami is a tagja, eltűntek. A játékban a játékos táncpárbajokban küzd meg az Árnyakkal az „Éjféli színpad” (Midnight Stage) titokzatos világában.
Narukami Jú Inabába visszatérve Risze segítségére siet, majd végül újra megalapítja a Nyomozócsoportot, hogy közös erővel felülkerekedjenek az új válságon.

## Fejlesztés
A Persona 4: Dancing All Nightot 2013. november 24-én, a Persona 5 és a Persona Q: Shadow of the Labyrinth társaságában jelentették be Japánban az Atlus egyik rendezvénye során. A játékot kezdetben az Atlus és a Dingo munkatársai fejlesztették, utóbbira a Hatsune Miku: Project DIVA sorozatban letett hasonló stílusú munkájuk miatt esett a választás. A Dingo később kikerült a projektből miután annak fejlesztőcsapatát átszervezték. Később bejelentették, hogy a játék észak-amerikai lokalizációja 2015-ben fog megjelenni. A 2014-es Tokyo Game Shown bejelentették, hogy a japán változat korábban bejelentett 2014 végi megjelenését 2015-re tolták. 2015. február 5-én az Atlus egyik rendezvényén bejelentették, hogy a játék 2015. június 28-án fog megjelenni Japánban.
A játék zenéjét a sorozat megszokott zeneszerzője, Meguro Sódzsi rendezi Koduka Rjóta kompozícióival kiegészítve. A játékban több, mint harminc zeneszám lesz, köztük a franchise korábbi dalainak olyan ismert zenészek, mint Komuro Tecuja, Aszakura Daiszuke, Ószava Sinicsi, Tóva Tei, De De Mouse, Narasaki, Banvox, Hibino Norihiko, Mijake Jú, Jamaoka Akira vagy Lotus Juice által újrakevert változatai is szerepelni fognak. A játékban több játszható szereplő is lesz, köztük a Persona 4 nyomozócsapatának mind a nyolc tagja, valamint Dodzsima Nanako a Persona 4-ből, illetve Masita Kanami új szereplő.

## Fordítás
- Ez a szócikk részben vagy egészben  a   Persona 4: Dancing All Night című angol Wikipédia-szócikk ezen változatának fordításán alapul.  Az eredeti cikk szerkesztőit annak laptörténete sorolja fel. Ez a jelzés csupán a megfogalmazás eredetét és a szerzői jogokat jelzi, nem szolgál a cikkben szereplő információk forrásmegjelöléseként.